# Priolepis triops
Priolepis triops es una especie de peces de la familia de los Gobiidae en el orden de los Perciformes.

## Distribución geográfica
Se encuentra en Fiyi, las Islas de la Sociedad y Tonga.

## Observaciones
Es inofensivo para los humanos. 